# Lasso (cantante)
Andrés Vicente Lazo Uslar (Caracas, Venezuela, 18 de febrero de 1988), más conocido por su nombre artístico Lasso, es un cantante, actor y compositor venezolano.

## Biografía

### Inicios
Nació en el seno de una familia con raíces musicales. Sus padres son Henrique Lazo, conocido locutor y director de cine venezolano, y Carolina Uslar. Lasso culminó sus estudios primarios y secundarios en el Colegio Jefferson en Caracas. También estudió dos años la carrera de Ingeniería de Sistemas, en la Universidad Metropolitana en Caracas, Venezuela; Lasso finalmente detiene sus estudios, para dedicarse en su carrera como cantante. Lasso aprendió a tocar batería, guitarra y piano.
Su primera presentación en público fue a los quince años de edad, cuando fue invitado a cantar en la banda, Punk Society. En 2007, Lasso decidió formar su propia banda, Karnavali, con su mejor amigo. En 2008, grabaron su primer disco. Cuando Lasso formó parte de la banda, descubre que quiere dedicarse profesionalmente a la música.

### Sin otro sentidoy éxito (2011-2014)
En 2011, Lasso debutó como solista, bajo la producción musical de Francisco "Coco" Díaz (cocofade.com), masterizado por Brian Gardner, con un sencillo promocional, «No pares de bailar», el sencillo logró ocupar los primeros puestos en la cartelera general de Record Report, en menos de una semana. Lasso grabó el videoclip el 10 de noviembre de 2010 y fue dirigido por su padre, el cantante, locutor y director venezolano Henrique Lazo. El sencillo ingresó al Hot Ranking del canal HTV, logrando estar en el primer puesto.
En marzo de 2011, lanzó su primer álbum de estudio, Sin otro Sentido. Sin otro sentido consiguió estar en los primeros puestos de ventas en Venezuela y recibió la certificación de Disco de Oro y Platino en Venezuela. En mayo de 2011, Lasso participó en la gira de la cantante y actriz estadounidense Miley Cyrus en Venezuela y abrió su concierto en Caracas. En abril de 2011, abrió el concierto del cantante español Raphael en Venezuela. Lasso recibió el premio Artista Revelación en los Premios Pepsi Music. En agosto de 2011, Lasso lanzó su segundo sencillo promocional, «Sin otro sentido».
En 2012, Lasso debutó como actor en la telenovela de Televen, Nacer Contigo, La telenovela fue una adaptación de la novela La Celestina, original de Fernando de Rojas. La telenovela se estrenó el 22 de febrero de 2012, con buenos niveles de audiencia. El cantante participó en la banda sonora de la telenovela, que incluye su tercer sencillo, «Te veo». El éxito de la telenovela, ayudó a la canción a lograr estar en el primer lugar de Record Report. En junio de 2012, Lasso comenzó en Maracaibo su gira Sin otro sentido, con la que recorrió, Caracas, Valencia, Maracay, Mérida, San Cristóbal y Barcelona. En septiembre de 2012, Lasso fue imagen de la marca Exodus.
En octubre de 2012, lanzó el último sencillo de su primer álbum de estudio, «Quiero Que Vuelvas», junto a Sheryl Rubio. El sencillo formó parte de la banda sonora de la telenovela Nora. En 2013, Lasso se convirtió en imagen de la marca Digitel. En noviembre de 2013, Lasso lanzó el primer sencillo de su segundo álbum de estudio, «Cómo te odio», el sencillo contiene un contundente mensaje en contra del bullying.
En marzo de 2014, estrenó su segundo sencillo, «De tú a tú», un himno a la lucha y fuerza propia. El videoclip del sencillo fue grabado en la zona de Petare, en la ciudad de Caracas. También se le realizó un pequeño homenaje al cantautor fallecido Simón Díaz. El vídeo de la canción, fue inspiración directa para el tema, «Me Voy Enamorando» de Chino y Nacho, dirigido por el mismo director Nuno Gomes.

### Segundo álbum de estudio,Diferentey éxito en México (2015-2020)
En enero de 2015, firmó un contrato discográfico con Universal Music, con el que lanzó su segundo álbum de estudio, El Exilio Voluntario De Una Mente Saturada. En marzo de 2015, Lasso reedita su sencillo «Te Veo» escrito en colaboración con adilene Zarate en México, el sencillo logró entrar en el Top 20 de Pop de Monitor Latino. En julio de 2015, Lasso recibió el premio a Mejor artista pop-rock en los Premios HTV.
En abril de 2016, lanzó su primer sencillo de su segundo álbum de estudio, «Diferente». El sencillo alcanzó el primer lugar en la Cartelera Pop de México de Monitor Latino.
En febrero de 2017, Lasso lanzó su nuevo sencillo, «No me trates de olvidar». Así el artista, a través de una crisis personal, madura su trabajo. El concepto griego Pathei Mathos, el conocimiento viene del sufrimiento, ilustra el viaje del joven músico que a través de los obstáculos logra gran avance personal y artístico tras este hundimiento. En abril de 2017, anunció el lanzamiento de su nuevo álbum de estudio, El exilio voluntario de una mente saturada”..
En el 2018, Lasso lanza su nuevo sencillo "Cambio de luces" con el cantante Saak.
En el 2019 lanza la canción "Un millón como tú" junto a la cantante chilena Cami, el sencillo tuvo un gran acogida con 100 millones de reproducciones hasta el momento. Más adelante, el cantante se presentó en el Movistar Arena acompañando a Cami, junto a quien cantó la canción "Un millón como tú" frente a 15.000 espectadores. Tal fue la recepción positiva del público por Cami, que también la incorporó en el final de su canción "Souvenir".
Posteriormente en septiembre de 2019, el cantante lanza su nuevo sencillo «Subtítulos» junto a la cantante mexicana Danna Paola en Youtube, obteniendo más de diez millones de visitas en un par de meses. La canción representa un cambio en la orientación musical del cantante, que muestra una imagen más madura y un acercamiento a ritmos tropicales que recuerdan a la canción “Passionfruit” del rapero canadiense Drake.
Tras el éxito de la canción, anunció para 2020 una segunda parte de "Un millón como tú" junto a Cami, que resultó ser "Odio que no te odio", alcanzando el millón de reproducciones al día de su estreno y siendo uno de los estrenos más esperados por los fanes tanto de Lasso como de Cami.

### Nuevos temas (2020-2021)
El 27 de marzo de 2020, Lasso lanza su segundo sencillo de ese mismo año, "Kamikaze".
El 23 de abril, Lasso estrena su tema "Vamos a mi Ritmo"  junto a la cantante Isabela Souza, y con apenas 15 horas de publicado en YouTube tiene casi 200.000 vistas y la posición número 1 en tendencias en Venezuela, su país natal, con una letra que habla sobre comenzar de nuevo en una relación pero esta vez... "vamos a mi ritmo".
El 17 de septiembre de 2020, Lasso estrena "Hasta ese día", un gran hit que es acogido de inmediato por sus fans, alcanzando 5 millones de reproducciones en YouTube, en menos de 3 meses.
El 26 de noviembre, Lasso en colaboración con la cantante española Ana Guerra lanza la canción "Los amigos no se besan en la boca".
El 28 de enero del 2021, salió a la luz el tema "Odiarte", que fue una colaboración con la cantante mexicana Paty Cantú.
En el año 2022 anuncia "Ojos marrones" la cual Fue lanzada el 2 de junio de 2022 a través de Universal Music México como el segundo sencillo de su futuro cuarto álbum de estudio. El vídeo musical que acompaña a la pista fue publicado el 14 de junio de ese año. La canción adquirió popularidad después de volverse viral en la aplicación TikTok. El 20 de agosto de 2022, Lasso anunció un remix junto al cantante colombiano Sebastián Yatra, el cual fue publicado el 23 de agosto de 2022.

## Vida personal
En 2012, se confirmó su relación con la actriz y cantante venezolana Sheryl Rubio, se separaron luego de 7 años en septiembre de 2018.
En 2015, se mudó a la Ciudad de México para continuar con su trayectoria cómo cantante, luego de haber firmado con la disquera Universal Music Latin Entertainment.

## Filmografía

### Televisión
| Año  | Título        | Personaje              | Notas        |
| ---- | ------------- | ---------------------- | ------------ |
| 2012 | Nacer contigo | Calixto Sánchez Peláez | Protagonista |

## Discografía

### Álbumes de estudio
| Año  | Álbum                                      | Certificaciones |
| ---- | ------------------------------------------ | --------------- |
| 2011 | Sin otro sentido                           | * VE: Platino   |
| 2017 | El exilio voluntario de una mente saturada |                 |
| 2021 | Cuatro estaciones                          | * MX: Oro       |
| 2023 | Eva                                        | * MX: Platino   |
| 2025 | Malcriado                                  |                 |

### EPs
- Cuatro estaciones: Primavera (2020)
- Cuatro estaciones: Verano (2020)
- Cuatro estaciones: Otoño (2021)
- Cuatro estaciones: Invierno (2021)

### Sencillos
- «No pares de bailar» (2011)
- «Sin otro sentido» (2011)
- «Te veo» (2012)
- «Quiero que vuelvas» (con Sheryl Rubio) (2012)
- «Cómo te odio» (2013)
- «De tú a tú» (2014)
- «Hoy te dejo de amar» (2015)
- «Diferente» (2016)
- «No me trates de olvidar» (2017)
- «Cambio de luces» (con SAAK) (2018)
- «Un millón como tú» (con Cami) (2019)
- «Un millón como tú» (versión acústica) (con Cami y Kurt) (2019)
- «Souvenir» (2019)
- «Souvenir» (versión acústica) (con Lucah) (2019)
- «Subtítulos» (con Danna Paola) (2019)
- «Odio que no te odio» (con Cami) (2020)
- «Kamikaze» (2020)
- «Vamos a mi ritmo» (con Isabela Souza) (2020)
- «Cerebro» (2020)
- «Rompecabezas» (2020)
- «Ibuprofeno» (2020)
- «Mmm» (2020)
- «Hasta ese día» (2020)
- «Elefantes en la barriga» (2020)
- «Mala memoria» (2020)
- «Quiero que me quieras» (2020)
- «Los amigos no se besan en la boca» (con Ana Guerra) (2020)
- «La Lotería» (2020)
- «Tenemos que Hablar» (2021)
- «Me arruinaste Netflix» (con Micro TDH) (2021)
- «Ladrones» (con Danna Paola) (2021)
- «De mí De mí De mí» (con José Madero) (2021)
- «Dios» (2022)
- «Ojos marrones» (2022)
- «Algodón» (2022)
- «Ojos marrones» (con Sebastián Yatra) (2022)
- «Yo-yo» (2022)
- «Corriendo con tijeras» (2022)
- «Oma» (2022)
- «Plástico» (2023)
- «Los hombres son todos iguales» (2023)
- Siempre llegas tarde (con Sofia Reyes) (2024)

### Sencillos como artista invitado
- «Llamarte (Otra Vez)» (con Inti Y Vicente) (2020)
- «Odiarte» (con Paty Cantú) (2021)
- «Traductor» (con Big Soto) (2021)
- «Ni Vivo Ni Muerto» (con Micro TDH) (2021)
- «Julia» (con Lagos) (2021)
- «Tokio» (con Los Mesoneros) (2021)
- «Mi Canción Favorita» (con Susana Cala) (2021)
- «Yo Le Creo» (con Big Soto y Neutro Shorty) (2021)
- «Yo No Nací Para Amar » (con Juan Gabriel) (2022)
- « Si no fuera por Ti » (con Beret ) (2024)
- « La Mexicana  » (con Ramón Vega ) (2024)
- «Rey Ahogado » (con José Madero) (2024)
- « Ve y Diles Remix» (con Alex Ponce y Sebastian Llosa  ) (2024)
- «En Otra Vida» (con Yami Safdie) (2024)
- «Pastilla para dormir» (con Mar Lucas) (2025)
- «No lo subas a instagram» (con Mafalda Cardenal) (2025)

### Canciones que no son sencillos
- «Algo más»
- «Escalas externas»
- «Gracias»
- «50»
- «Mientras mentías»
- «Huyendo»
- «Carolina»
- «La Odisea»
- «Tiempo Fallo»

- «Azul»
- «Ojalá»
- «Libertad»
- «Tiempo Pasará»
- «Me Muero»
- «Sin mover un dedo»
- «Es lo mejor»
- «Final feliz»

- «Rompecabezas»
- «Cerebro»
- «Elefantes en la barriga»
- «Mala memoria
- «Ibuprofeno»»
- «Pero no me dejes»

- «Cero»
- «Ctrl-Z»

### Colaboraciones con otros artistas
- «Quiero que vuelvas» (con Sheryl Rubio) (2012)
- «Cambio de luces» (con SAAK) (2018)
- «Un millón como tú» (con Cami) (2019)
- «Un millón como tú (Versión Acústica)» (con Cami y Kurt) (2019)
- «Souvenir (Versión Acústica)» (con Lucah) (2019)
- «Subtítulos» (con Danna Paola) (2019)
- «Odio que no te odio» (con Cami) (2020)
- «Vamos a mi ritmo» (con Isabela Souza) (2020)
- «Los amigos no se besan en la boca» (con Ana Guerra) (2020)

- «Traductor» (con Big Soto) (2021)
- «Ni Vivo Ni Muerto» (con Micro TDH) (2021)
- «Me arruinaste Netflix» (con  Micro TDH) (2021)
- «Ladrones» (con Danna Paola) (2021)
- «De mí De mí De mí» (con José Madero) (2021)

- «Ojos Marrones » (con Sebastián Yatra) (2022)

### Canciones de otros artistas como compositor
- «Presente» (de Mabel Vázquez) (2021)

- «Julia» (de Lagos) (2021)

- «Luna» (de Aitana) (2023)

- «MTV» (de Morat) (2025)

)

## Banda
Aunque Lasso ha sido acompañado por diferentes músicos de diferentes nacionalidades durante toda su carrera, la alineación oficial que lo acompaña desde su gira "Algodón World Tour" del año 2022 a la actualidad es mexicana y está conformada por:
- Adrián Toussaint - Guitarras (https://www.instagram.com/adrian_toussaint/)
- Javier García Arellano - Bajo (https://www.instagram.com/javier_g_arellano/)
- Rubén Vázquez Alonso - Batería y Director Musical (https://www.instagram.com/ruben_valonso/)

## Premios y nominaciones
| Año  | Premio                                 | Categoría                             | Trabajo nominado                    | Resultado |
| ---- | -------------------------------------- | ------------------------------------- | ----------------------------------- | --------- |
| 2012 | Premios Pepsi Music                    | Vídeo del Año                         | No Pares de Bailar                  | Nominado  |
| 2012 | Premios Pepsi Music                    | Canción del Año                       | No Pares de Bailar                  | Nominado  |
| 2012 | Premios Pepsi Music                    | Video Pop del Año                     | No Pares de Bailar                  | Ganador   |
| 2012 | Premios Pepsi Music                    | Canción Pop del Año                   | No Pares de Bailar                  | Nominado  |
| 2012 | Premios Pepsi Music                    | Artista Revelación                    | Él mismo                            | Ganador   |
| 2012 | Premios Pepsi Music                    | Director del Video                    | Él mismo                            | Nominado  |
| 2012 | Premios Pepsi Music                    | Artista Pop del Año                   | Él mismo                            | Nominado  |
| 2012 | Premios Pepsi Music                    | Disco Pop del Año                     | Él mismo                            | Nominado  |
| 2013 | Premios Pepsi Music 2013               | Artista Pop del Año                   | Él mismo                            | Ganador   |
| 2013 | Premios Pepsi Music 2013               | Artista Refrescante                   | Él mismo                            | Nominado  |
| 2013 | Premios Pepsi Music 2013               | Disco del Año                         | Él mismo                            | Nominado  |
| 2013 | Premios Pepsi Music 2013               | Canción Pop del Año                   | Él mismo                            | Ganador   |
| 2013 | Premios Pepsi Music 2013               | Video Pop del Año                     | Él mismo                            | Nominado  |
| 2013 | Premios Pepsi Music 2013               | Cantautor del Año                     | Él mismo                            | Nominado  |
| 2013 | Premios Pepsi Music 2013               | Disco Pop del Año                     | Él mismo                            | Ganador   |
| 2015 | Premios Pepsi Music 2015               | Video del Año                         | De Tú a Tú                          | Nominado  |
| 2015 | Premios Pepsi Music 2015               | Mejor Video Pop                       | De Tú a Tú                          | Nominado  |
| 2015 | Premios Pepsi Music 2015               | Mejor Canción Pop                     | De Tú a Tú                          | Nominado  |
| 2015 | Premios Pepsi Music 2015               | Mejor Artista Pop                     | Él mismo                            | Nominado  |
| 2015 | Heat Latin Music Awards                | Mejor Artista Pop-rock                | Él mismo                            | Ganador   |
| 2017 | Premios Pepsi Music 2017               | Tema Pop del Año                      | Hoy Te Dejo De Amar                 | Nominado  |
| 2017 | Premios Pepsi Music 2017               | Video Pop del Año                     | Hoy Te Dejo De Amar                 | Nominado  |
| 2017 | Heat Latin Music Awards                | Mejor Artista Rock                    | Él mismo                            | Nominado  |
| 2019 | Premios Pepsi Music 2019               | Video Pop del Año                     | Cambio de Luces (feat. SAAK)        | Ganador   |
| 2019 | Premios Pepsi Music 2019               | Mejor Artista Pop                     | Él mismo                            | Ganador   |
| 2020 | Premios Pepsi Music 2020               | Artista del Año                       | Él Mismo                            | Nominado  |
| 2020 | Premios Pepsi Music 2020               | Artista Pop                           | Él Mismo                            | Ganador   |
| 2020 | Premios Pepsi Music 2020               | Tema del Año                          | Un Millón Como Tú (con Cami)        | Ganador   |
| 2020 | Premios Pepsi Music 2020               | Tema Pop del Año                      | Un Millón Como Tú (con Cami)        | Ganador   |
| 2020 | Premios Pepsi Music 2020               | Video del Año                         | Un Millón Como Tú (con Cami)        | Nominado  |
| 2021 | Fans Choice Awards                     | Pop Juvenil                           | Él Mismo                            | Nominado  |
| 2021 | Premios Pepsi Music 2021               | Artista del Año                       | Él Mismo                            | Ganador   |
| 2021 | Premios Pepsi Music 2021               | Artista Pop del Año                   | Él Mismo                            | Ganador   |
| 2021 | Premios Pepsi Music 2021               | Tema del año                          | Odio que no te odio (con Cami)      | Nominado  |
| 2021 | Premios Pepsi Music 2021               | Video del año                         | Odio que no te odio (con Cami)      | Nominado  |
| 2021 | Premios Pepsi Music 2021               | Tema pop del año                      | Odio que no te odio (con Cami)      | Nominado  |
| 2021 | Premios Pepsi Music 2021               | Video pop del año                     | Odio que no te odio (con Cami)      | Nominado  |
| 2021 | Premios Pepsi Music 2021               | Disco del año                         | Cuatro estaciones: Primavera        | Ganador   |
| 2021 | Premios Pepsi Music 2021               | Disco pop del año                     | Cuatro estaciones: Primavera        | Ganador   |
| 2021 | Latin Grammy                           | Mejor Nuevo Artista                   | Él Mismo                            | Nominado  |
| 2022 | Premios Pepsi Music 2022               | Artista Décima Edición                | Él Mismo                            | Ganador   |
| 2022 | Premios Pepsi Music 2022               | Artista Pop Décima Edición            | Él Mismo                            | Ganador   |
| 2022 | Premios Pepsi Music 2022               | Tema Décima Edición                   | Hasta Ese Día                       | Nominado  |
| 2022 | Premios Pepsi Music 2022               | Video Décima Edición                  | Hasta Ese Día                       | Nominado  |
| 2022 | Premios Pepsi Music 2022               | Tema Pop Décima Edición               | Hasta Ese Día                       | Nominado  |
| 2022 | Premios Pepsi Music 2022               | Video Pop Décima Edición              | Hasta Ese Día                       | Nominado  |
| 2022 | Premios Pepsi Music 2022               | Disco Décima Edición                  | Cuatro Estaciones                   | Ganador   |
| 2022 | Premios Pepsi Music 2022               | Disco Pop Décima Edición              | Cuatro Estaciones                   | Ganador   |
| 2022 | Premios Pepsi Music 2022               | Concierto Digital Décima Edición      | Quien Mató A Agatha Hall            | Nominado  |
| 2023 | Premios Lo Nuestro                     | Artista Revelación Masculino          | Él mismo                            | Nominado  |
| 2023 | Premios Nuestra Tierra                 | Mejor Canción Pop                     | Ojos Marrones (Con Sebastián Yatra) | Nominado  |
| 2023 | Heat Latin Music Awards                | Colaboración del Año                  | Ojos Marrones (Con Sebastián Yatra) | Nominado  |
| 2023 | Heat Latin Music Awards                | Mejor Artista Pop                     | Él Mismo                            | Nominado  |
| 2023 | Premios Juventud                       | La Nueva Generación Masculina         | Él Mismo                            | Nominado  |
| 2023 | Latino Music Awards                    | Mejor canción Pop Urbana              | Ojos Marrones (Con Sebastián Yatra) | Nominado  |
| 2023 | Latino Music Awards                    | Mejor video de música Pop Urbano      | Ojos Marrones (Con Sebastián Yatra) | Nominado  |
| 2023 | Latino Music Awards                    | Mejor producción de música Pop Urbano | Ojos Marrones (Con Sebastián Yatra) | Nominado  |
| 2023 | Latino Music Awards                    | Mejor videoclip                       | Ojos Marrones (Con Sebastián Yatra) | Nominado  |
| 2023 | Premios Pepsi Music 2023               | Artista de la Edición                 | Él Mismo                            | Ganador   |
| 2023 | Premios Pepsi Music 2023               | Artista Pop                           | Él Mismo                            | Ganador   |
| 2023 | Premios Pepsi Music 2023               | Tema de la Edición                    | Ojos Marrones                       | Ganador   |
| 2023 | Premios Pepsi Music 2023               | Video de la Edición                   | Ojos Marrones                       | Ganador   |
| 2023 | Premios Pepsi Music 2023               | Tema Pop de la Edición                | Ojos Marrones                       | Ganador   |
| 2023 | Premios Pepsi Music 2023               | Video Pop de la Edición               | Ojos Marrones                       | Ganador   |
| 2023 | Latin Grammy                           | Canción del Año                       | Ojos Marrones                       | Nominado  |
| 2023 | Latin Grammy                           | Grabación del Año                     | Ojos Marrones                       | Nominado  |
| 2023 | Latin Grammy                           | Mejor Canción Pop Rock                | Ojos Marrones                       | Ganador   |
| 2024 | Premios Lo Nuestro                     | Artista Pop Masculino del Año         | Él mismo                            | Nominado  |
| 2024 | Premios Lo Nuestro                     | Álbum del Año Pop Urbano              | Eva                                 | Nominado  |
| 2024 | Heat Latin Music Awards                | Mejor Artista Pop                     | Él mismo                            | Nominado  |
| 2024 | Heat Latin Music Awards                | Mejor Artista Región Andina           | Él mismo                            | Nominado  |
| 2024 | Nickelodeon Kids' Choice Awards México | Colaboración Favorita                 | Siempre Llegas Tarde                | Nominado  |
| 2025 | TikTok Awards                          | Trend del Año                         | En Otra Vida                        | Pendiente |